# Jack Johnson (hockeista su ghiaccio)
John Joseph Louis Johnson, detto Jack (Indianapolis, 13 gennaio 1987), è un hockeista su ghiaccio statunitense.

## Palmarès

### Olimpiadi
- Argento a Vancouver 2010.

### Mondiali Under-20
- Bronzo a Leksand 2007.

### Mondiali Under-18
- Argento a Minsk 2004.
- Oro a České Budějovice 2005.